# Manokia stiasnyi
Manokia stiasnyi is een tropische dooskwal uit de familie Alatinidae. De kwal komt uit het geslacht Manokia. Manokia stiasnyi werd in 1938 voor het eerst wetenschappelijk beschreven door Bigelow. 